# Арал (Манасский район)
Арал (кирг. Арал) — село в Манасском районе Таласской области Кыргызстана. Административный центр Каидинского аильного округа. Код СОАТЕ — 41707 225 818 01 0.

## Население
По данным переписи 2009 года, в селе проживало 1665 человек.